# دانغ فان لام
دانغ فان لام (بالفيتنامية: Đặng Văn Lâm) (الروسية: Данг, Лев Шонович) هو لاعب كرة قدم روسي وفيتنامي في مركز حراسة المرمى، ولد في 13 أغسطس 1993 في موسكو في روسيا. لعب مع دينامو موسكو.

## وصلات خارجية
- دانغ فان لام على موقع رابطة كرة القدم اليابانية للمحترفين (اليابانية)
- دانغ فان لام على موقع إي إس بي إن إف سي (الإنجليزية)
- دانغ فان لام على موقع قاعدة بيانات كرة القدم.إي يو (الإنجليزية)
- دانغ فان لام على موقع ناشيونال فوتبول تيمز (الإنجليزية)
- دانغ فان لام على موقع Soccerway.com (الإنجليزية)
- دانغ فان لام على موقع عالم كرة القدم.نت (الإنجليزية)